# Трофей Лестера Патрика

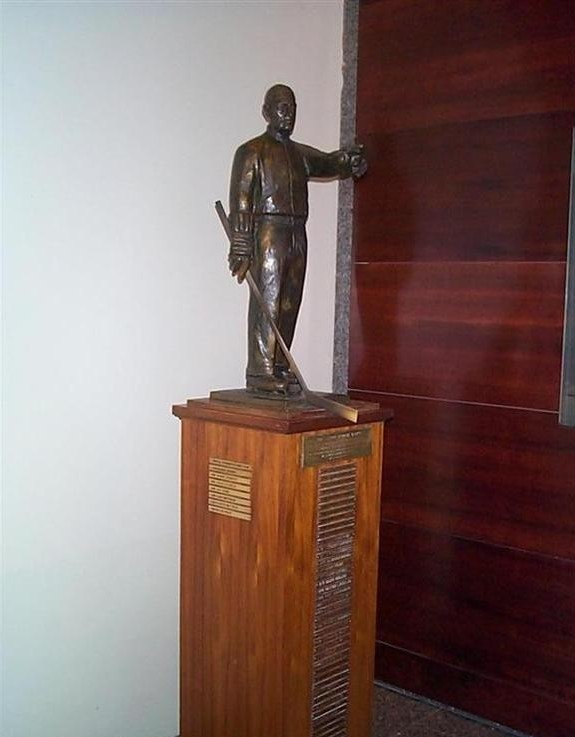

Трофей Лестера Патрика (англ. Lester Patrick Trophy) — приз представлений Національною хокейною лігою і Хокейною асоціацією США, який вручають з 1966 року людині, що зробила значний внесок в хокейну справу в Сполучених Штатах Америки. Вважається, що це є універсальний трофей НХЛ, оскільки цей приз може бути присуджений гравцям, тренерам, офіційним особам та іншим людям за межами НХЛ.

## Правова форма (складова) нагородження
Приз «Лестер Патрик Трофі» присуджують щорічно за «видатні заслуги перед хокеєм в Сполучених Штатах».  Гравці, тренери, судді та керівники клубів чи асоціацій мають право на отримання трофею. Переможці вибираються комітетом у складі різних посадових осіб, включаючи: президента (зараз комісара) НХЛ, НХЛ губернатора, представника «Нью-Йорк Рейнджерс», члена Хокейної Зали Слави (секції засновників-керівників), члена Хокейної Зали Слави (від секції гравців), члена американської Зали хокейної Слави, члена мовної асоціації НХЛ і члена Професійної хокейної асоціації письменників. Всі вони формують разом Комітет по врученню премії й кожен член Комітету щорічно змінюється, за винятком комісара НХЛ, яким є на сьогодні Гері Беттмен.

## Історія створення
«Лестер Патрик Троффі» було засновано в 1966 році — не є офіційною нагородою в НХЛ, радше це є особистістна премія, яку присуджують за певних універсальних умов, враховуючи специфіку хокею в США. Звичайно, що в серединні часи становлення НХЛ, поставало питання відзнаки людей та особистостей, які причасні до розвою хокею в Північній Америці. Тому й було визначено, що на рівні з офіційними призами та нагородами для гравців та команд, на початку 60-х років ХХ століття допускалася ймовірність присудження такої нагороди для дотичного до хокею персоналу, а що б не було недоречностей, її нагородження винесли за офіціоз, та з метою не заангажованості. Крім цього, з роками, склалася традиція відзначати нею всіх причасних до цього виду спорту осіб, та нагородження кількох ключових номінантів в поточному році. Доволі символічно, що першим номінантом став визначний розбудовник хокею й хокейних ліг в Америці - Джек Адамс.

## Лестер Кертіс Патрик
Лестер Кертіс Патрик («Срібний лис») Curtis Lester Патрик народився 30 грудня 1883 році в Драммонвілі, провінції Квебек в Канаді, був професійним гравцем з хокею і тренер «Вікторія Аристократи» в тихоокеанського узбережжя хокейній асоціації (ЗХЛ після 1924 року) і в «Нью-Йорк Рейнджерс» із Національної хокейної ліги (НХЛ). Він був сином відомого магната в деревообробці, який приклав дуже багато зусиль для популяризації й розвитку хокею в Північній Америці. Саме через підтримку й субсидування команд в яких виступали його сини чи внуки та організовуючи численні турніри з їх участю, його батькові вдалося стати одним з першовідкривачем та співорганізатором лігових турнірів.
В цих турнірах доволі яскраво відзначалися його родичі. А син Лестер був найвдалішим, показуючи дуже добротну гру та її розуміння, отримав прізвисько «срібний лис». Лестеру на початках 1900 років вдалося здобувати різні трофеї, як індивідуальні, так і командні. Тому здобутки Кубка Стенлі, та перемоги в різних лігах й яскравий хокей привели його до визнання в Залі Хокейної Слави. Закінчивши кар'єру гравця, Лестер перейшов на тренерсько-менеджерську роботу, де він також відзначився в своїй команді «Нью-Йорк Рейнджерс», здобуваючи Кубок Стенлі. Та найбільшим його вкладом стала організаторська робота його самого й його сім'ї з метою популяризації хокею в США. За його старання хокей в «штатах» завоював свій сегмент спортивного ринку, а діяльність його родини та Лестера самого свідчать, як може людина захоплена великою ідеєю, запалити своїм прикладом оточення й вивести на зовсім інший - якісний скачок, справу всього свого життя. А в 1949 році Лестер Патрик заснував від себе й родини індивідуальну нагороду в НХЛ, названу на його честь. Лестер Кертіс прожив 76 років й помер в 1960 році. залишивши по собі багато добрих справ та численних досягнень в НХЛ та інших лігах.
А на честь цієї особистості - НХЛ підтримала бажання його родини й підтвердила номінацію нагороди іменем Лестера Кьортіса Патрика.

## Особливі моменти та історичні віхи
Станом на 2009 рік, «Лестер Патрик Трофі» присуджували 108 особам,  та трьом командам. Також цей трофей виборювали й жінки в двох випадках: у 1999 році Олімпійська (1988 року) хокейна збірна США була номінована на цей трофей разом з Гаррі Сінденом, а в 2007 році Кейммі Гранато в індивідуальному заліку здобула трофей. Жодна людина індивідуальному заліку не завоював нагороду в два чи більше разів, проте, виборювали з командою і самі по собі окремо, бо у випадку з Кейммі Гранато, котра отримала цю віднаку ще й у складі хокейної Олімпійської збірної США.
А от вперше «Лестер Патрик Троффі» було вручено в далекому 1934 році переможцю «Метрополітан аматорської хокейної Ліги».  А з 1951 року (після чергового переформатування аматорських турнірів) цей трофей почали вручати переможцю уже ще однієї аматорської ліги, яку й називали «ліга Лестер Патрик», яку заснувала родина Лестера Патрика, головного тренера «Нью-Йорк Рейнджерс». З часом ця ліга також перестала існувати. А сам трофей згодом (з 1966 року) вирішили вручати фізичним особам  за «видатні заслуги перед хокеєм в Сполучених Штатах». 
Тим часом й досі існує ще одна нагорода з іменем Лестера Патрика - це «Лестер Патрик Кубок» який вручали в переможцю в Західній хокейній лізі зразу ж по річниці смерті цього видатного хокеїста. Хоча раніше він мав назву «Кубок Президента» започаткований Філом Гендерсоном в 1944 році.
Тому слід відзначити, що на початку іменні нагороди від Лестера Патрика були командними відзнаками й вручалися переможцям аматорських ліг, які згодом структурно впорядкувалися, тому й вирішено було тоді відзначати такою давньою (з історією) відзнакою достойних популяризаторів хокею в США.

## Перелік володарів «Лестер Патрик Трофі»
| Рік       | Нагороджений                                      | Номінація         |
| --------- | ------------------------------------------------- | ----------------- |
| 1966      | Джек Адамс                                        | Тренер            |
| 1967      | Горді Хоу                                         | Гравець           |
| 1967      | Чарліс Адамс                                      | Розбудовники ліги |
| 1967      | Джеймс Е. Норріс                                  | Розбудовники ліги |
| 1968      | Томмі Локгарт                                     | Розбудовники ліги |
| 1968      | Волтер Е. Браун                                   | Розбудовники ліги |
| 1968      | Джон Р. Кілпатрик                                 | Розбудовники ліги |
| 1969      | Боббі Халл                                        | Розбудовники ліги |
| 1969      | Едвард Дж. Джереміа                               | Розбудовники ліги |
| 1969–70   | Едді Шор                                          | Розбудовники ліги |
| 1970      | Джим Енді                                         | Розбудовники ліги |
| 1970–71   | Вільям М. Дженнінгс                               | Розбудовники ліги |
| 1971      | Джон Солленберге                                  | Розбудовники ліги |
| 1971      | Террі Савчук                                      | Гравець           |
| 1971–72   | Клайренс С. Кемпбелл                              | Розбудовники ліги |
| 1972      | Джон Келлі                                        | Розбудовники ліги |
| 1972      | Ральф Вейланд                                     | Гравець           |
| 1972      | Джеймс Д. Норріс                                  | Розбудовники ліги |
| 1972–73   | Волтер Буш                                        | Розбудовники ліги |
| 1973–74   | Алекс Дельвеккіо                                  | Гравець           |
| 1974      | Мюррей Мердок                                     | Тренер            |
| 1974      | Вестон Адамс                                      | Розбудовники ліги |
| 1974      | Чарліс Л. Кроват                                  | Executive         |
| 1974–75   | Дональд М. Кларк                                  | Розбудовники ліги |
| 1975      | Білл Чедвік                                       | Розбудовники ліги |
| 1975      | Томмі Іван                                        | Тренер            |
| 1975–76   | Стен Микита                                       | Гравець           |
| 1976      | Ал Лейдер                                         | Розбудовники ліги |
| 1976      | Брюс Норріс                                       | Розбудовники ліги |
| 1976–77   | Джонні Буцик                                      | Гравець           |
| 1977      | Мюррей Армстронг                                  | Гравець           |
| 1977      | Джон Маріуччі                                     | Колективна        |
| 1978      | Філ Еспозіто                                      | Гравець           |
| 1978      | Том Фітжеральд                                    | Розбудовники ліги |
| 1978      | Вільям Татт                                       | Розбудовники ліги |
| 1978      | Білл Віртц                                        | Розбудовники ліги |
| 1978–79   | Боббі Орр                                         | Гравець           |
| 1979–80   | Боббі Кларк                                       | Гравець           |
| 1980      | Ед Снайдер                                        | Розбудовники ліги |
| 1980      | Фред Шеро                                         | Тренер            |
| 1980      | Олімпійська збірна США по хокею -1980 року        | Колективна        |
| 1980–81   | Чарліс М. Шульц                                   | Розбудовники ліги |
| 1981–82   | Еміль П. Френсіс                                  | Колективна        |
| 1982–83   | Білл Торрі                                        | Розбудовники ліги |
| 1983–84   | Джон А. Зіглер                                    | Розбудовники ліги |
| 1984      | Арт Росс                                          | Розбудовники ліги |
| 1984–85   | Джек Баттерфілд                                   | Розбудовники ліги |
| 1985      | Артур Віртц                                       | Розбудовники ліги |
| 1985–86   | Джон МакІнніс                                     | Тренер            |
| 1986      | Джон (Джек) П. Райлі                              | Тренер            |
| 1986–87   | Гобі Бейкер                                       | Гравець           |
| 1987      | Френк Матерс                                      | Тренер            |
| 1987–88   | Кейт Аллен                                        | Розбудовники ліги |
| 1988      | Фред Кузик                                        | Розбудовники ліги |
| 1988      | Боб Джонсон                                       | Тренер            |
| 1988–89   | Ден Келлі                                         | Розбудовники ліги |
| 1989      | Лу Нанні                                          | Командний         |
| 1989      | Лін Патрик                                        | Гравець           |
| 1989      | Бад Пойль                                         | Колективна        |
| 1989–90   | Лен Цегларскі                                     | Гравець           |
| 1990–91   | Род Жильбер                                       | Гравець           |
| 1991      | Майк Іліч                                         | Розбудовники ліги |
| 1991–92   | Аль Арбур                                         | Тренер            |
| 1992      | Арт Берглунд                                      | Розбудовники ліги |
| 1992      | Лу Ламорьєлло                                     | Розбудовники ліги |
| 1992–93   | Френк Буше                                        | Гравець           |
| 1993      | Ред Даттон                                        | Розбудовники ліги |
| 1993      | Брюс МакНайлл                                     | Розбудовники ліги |
| 1993      | Жіль Штейн                                        | Розбудовники ліги |
| 1994      | Вейн Грецьки                                      | Гравець           |
| 1994      | Роберт Райддер                                    | Розбудовники ліги |
| 1995      | Джо Маллен                                        | Гравець           |
| 1995      | Браєн Маллен                                      | Гравець           |
| 1995      | Боб Флемінг                                       | Гравець           |
| 1996      | Джордж Гунд                                       | Розбудовники ліги |
| 1996      | Кен Морро                                         | Гравець           |
| 1996      | Мілт Шмідт                                        | Командна          |
| 1997      | Сеймур Г.Кнокс ІІІ                                | Розбудовники ліги |
| 1997      | Білл Клірі                                        | Гравець           |
| 1997      | Пет Лафонтен                                      | Гравець           |
| 1998      | Пітер Карманос                                    | Розбудовники ліги |
| 1998      | Ніл Бротен                                        | Гравець           |
| 1998      | Джон Меясич                                       | Гравець           |
| 1998      | Макс МакНаб                                       | Командна          |
| 1999      | Гаррі Сінден                                      | Розбудовники ліги |
| 1999      | хокейна Олімпійська жіноча збірна США (1998 року) | Командна          |
| 1999–2000 | Маріо Лем'є                                       | Гравець           |
| 2000      | Крейг Патрік                                      | Розбудовники ліги |
| 2000      | Лу Вайро                                          | Тренер            |
| 2001      | Гері Беттмен                                      | Розбудовники ліги |
| 2001      | Скотті Боумен                                     | Тренер            |
| 2001      | Девід Пуле                                        | Розбудовники ліги |
| 2002      | Герб Брукс                                        | Тренер            |
| 2002      | Ларрі Плау                                        | Командна          |
| 2002      | хокейна Олімпійська чоловіча збірна США (60 року) | Командна          |
| 2003      | Віллі О'Рі                                        | Гравець           |
| 2003      | Раймонд Бурк                                      | Гравець           |
| 2003      | Рон Дегрегоріо                                    | Розбудовники ліги |
| 2004      | Майк Емрик                                        | Медіа             |
| 2004      | Джон Девідсон                                     | Медіа             |
| 2004      | Рей Мирон                                         | Розбудовники ліги |
| 2005      | локаут; без номінантів                            | -                 |
| 2006      | Рід Беренсон                                      | Командна          |
| 2006      | Марсель Діонн                                     | Гравець           |
| 2006      | Рід Ларсон                                        | Гравець           |
| 2006      | Глен Сонмо                                        | Тренер            |
| 2006      | Стів Айзерман                                     | Гравець           |
| 2007      | Браєн Літч                                        | Гравець           |
| 2007      | Кеймі Гранато                                     | Гравець           |
| 2007      | Стен Фішлер                                       | Медіа             |
| 2007      | Джон Галліган                                     | Розбудовники ліги |
| 2008      | Тед Ліндсі                                        | Гравець           |
| 2008      | Боб Нагелі, Дж                                    | Розбудовники ліги |
| 2008      | Брайан Бурк                                       | Розбудовники ліги |
| 2008      | Філ Гауслі                                        | Гравець           |
| 2009      | Марк Месьє                                        | Гравець           |
| 2009      | Майк Ріхтер                                       | Гравець           |
| 2009      | Джим Девеллано                                    | Розбудовники ліги |
| 2010      | Дейв Ендрюс                                       | Розбудовники ліги |
| 2010      | Кем Нілі                                          | Командна          |
| 2010      | Джек Паркер                                       | Тренер            |
| 2010      | Джеррі Йорк                                       | Тренер            |
| 2011      | Марк Джонсон                                      | Тренер            |
| 2011      | Джефф Зауер                                       | Тренер            |
| 2011      | Тоні Россі                                        | Розбудовники ліги |
| 2011      | Боб Пулфорд                                       | Командна          |
| 2012      | Боб Чейз-Валленштейн                              | Медіа             |
| 2012      | Дік Патрик                                        | Командна          |
| 2013      | Кевін Аллен                                       | Медіа             |
| 2014      | Білл Делі                                         | Командна          |
| 2014      | Пол Голмгрен                                      | Командна          |
| 2015      | Джеремі Якобс                                     | Гравець           |
| 2015      | Боб Крокер                                        | Тренер            |
| 2016      | Марк Гоу                                          | Гравець           |
| 2016      | Патрік Келлі                                      | Командна          |
| 2017      | Пітер Ліндберг                                    | Командна          |
| 2017      | Дейв Огрін                                        | Командна          |
| 2018      | Джим Йоганнсон                                    | Гравець           |
| 2019      | Джек Блетервік                                    | Командна          |
| 2020      | Лінн Олсон                                        | Командна          |
| 2022      | Воррен Стрелоу                                    | Командна          |

## Виноски
1. ↑  Posthumous winners are in italics. Also, there could be multiple winners per year.